# Herb gminy Mały Płock
Herb gminy Mały Płock – jeden z symboli gminy Mały Płock, ustanowiony 28 października 2011.

## Wygląd i symbolika
Herb przedstawia na tarczy w polu czerwonym postać rycerza na koniu. Koń, rycerz oraz uprząż konia i uzbrojenie rycerza barwy srebrnej. Godło herbowe to heraldyczne przedstawienie miejscowej legendy o Białym Rycerzu, a także nawiązanie do rzekomego założyciela Małego Płocka - Pomścibora z Płocka. Pierwotnie Mały Płock był grodem obronnym, zabezpieczającym północne rubieże Mazowsza przed najazdami Prusów. Według legendy, pewnego razu w wyniku zdrady i otwarcia bram najeźdźcom zginęła z rąk Prusów cała załoga grodu, z wyjątkiem Pomścibora, który uciekł na białym koniu. W rzeczywistości podobne zdarzenie miało miejsce w 1405 roku, z tym, że mieszkańców wymordowali Krzyżacy. Barwy herbu nawiązują do barw Mazowsza.